# ATP Challenger Tanagura
Der ATP Challenger Tanagura (offiziell: Tanagura Challenger) war ein Tennisturnier, das 1996 einmal in Tanagura, Japan, stattfand. Es gehörte zur ATP Challenger Tour und wurde im Freien auf Hartplatz gespielt.

## Liste der Sieger

### Einzel
| Jahr | Sieger             | Finalgegner  | Ergebnis      |
| ---- | ------------------ | ------------ | ------------- |
| 1996 | Patrik Fredriksson | Albert Chang | 6:1, 5:7, 6:4 |

### Doppel
| Jahr | Sieger                    | Finalgegner             | Ergebnis |
| ---- | ------------------------- | ----------------------- | -------- |
| 1996 | Brian MacPhie Roger Smith | Maks Mirny Jaime Oncins | 6:4, 6:4 |